# Kostel Nanebevzetí Panny Marie (Krásný Les)
Farní kostel Nanebevzetí Panny Marie v Krásném Lese je pozdně barokní jednolodní stavba z konce 18. století, nacházející se v Ústeckém kraji na území vesnice, která je součástí obce Petrovice. Jde o kulturní památku postavenou v letech 1790 až 1795 stavitelem Michlem Rehnem na místě staršího hřbitovního kostela. Tento původní renesanční hřbitovní kostel z roku 1623[zdroj?] byl v roce 1639 vypálen a značně poškozen Švédy. – I přes opravy provedené v roce 1656 ale kostel zejména vlivem vlhka velice rychle zchátral.
Kostel má polokruhově ukončený presbytář, hranolovou průčelní věž a zaoblené nároží.
Ve věži se nachází historicky velmi cenný zvon bez srdce z roku 1667 od Mikuláše Löwa.
Během 2. poloviny 20. století kostel zchátral, avšak na počátku 21. století prošel kompletní rekonstrukcí, ale pouze exteriéru. K roku 2022 se v kostele nekonají žádné náboženské obřady.
Mimo rozebraného torza hlavního oltáře Nanebevzetí Panny Marie a bočního oltáře sv. Jana Nepomuckého se v lodi kostela (na pravé straně) do dnešních dnů dochovala pouze rokoková kazatelna z konce 18. století. – Varhany (oceněné na Zemské výstavě) zhotovené pražským varhanářem H. Schiffnerem roku 1892 (opravovány v letech 1897, 1899 a zejména v roce 1928) byly v 80. letech 20. století prodány a převezeny někam na Moravu.
Mezi dnes již neexistující zajímavosti bezesporu patří skutečnost, že se v kostele měla nalézat pamětní deska císařského rady Josefa Rudolfa hraběte ze Schönfeldu (zakladatele krásnolesenského špitálu v roce 1909 přestavěného na útulek) za níž byla uschováno v zaletované plechové kapsli jeho srdce.
Původní hřbitov v bezprostředním okolí kostela byl zrušen v 19. století. – Z novodobého hřbitova nalézajícího se na dohled od kostela, na němž se již od roku 1969 z důvodu ochrany vodních zdrojů nesmí pohřbívat (posledním zde pohřbeným byla dne 28. května 1963 na poli zasažena bleskem p. Anna Donátová z čp. 20), se do dnešních dnů (tj. po likvidaci hřbitova těžkou technikou dne 15. října 1969) dochoval pouze centrální hřbitovní kamenno-železný kříž.